# Bay View (Waszyngton)
Bay View – jednostka osadnicza w Stanach Zjednoczonych, w stanie Waszyngton, w hrabstwie Skagit.